# Carl von Behr-Negendank

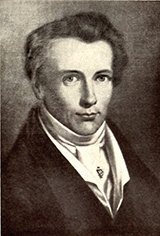
Carl von Behr-Negendank

Carl August David Friedrich Ulrich von Behr-Negendank (* 24. Juni 1791 in Semlow; † 12. September 1827 ebenda) war ein deutscher Gutsbesitzer und Politiker.

## Biografie
Carl von Behr-Negendank war ein Mitglied des Rügenschen Stamms der Adelsfamilie von Behr. Sein Vater war der Regierungsrat Heinrich Ludwig Dethlef von Behr-Negendank. Nach dem Besuch des Gymnasiums Carolineum Neustrelitz studierte er ab 1811 in Jena. Er war seit dewr Schulzeit mit den Theologen und Pädagogen Theodor Müller (1790–1857) in Hofwil (Schweiz), Ulrich Becker (1791–1843), Rektor der Ratzeburger Domschule, Karl Horn (1794–1879), später Pastor in Mecklenburg, befreundet. Alle waren Mitglieder der Landsmannschaft Vandalia Jena, aus der 1815 die Urburschenschaft hervorging. Von 1813 bis 1815 nahm er im Lützowschen Freikorps an den Befreiungskriegen teil. Er verfasste gemeinsam mit Heinrich Kurt Stever einen Aufruf An unsere Landsleute!  Von 1816 bis 1819 war Behr-Negendank Referendar in der Landesregierung Mecklenburgs und Auditor in der Justizkanzlei Neustrelitz. Nach seiner Heirat mit Sophie von Maltzahn im Jahre 1819 bewirtschaftete er sein Gut in Semlow in der preußischen Provinz Pommern. Er beauftragte Friedrich Wilhelm Buttel mit dem Bau des Herrenhauses Semlow und ließ den Gutspark umgestalten.
Durch Zukauf weiterer Pertinenzen vergrößerte er den Besitz beträchtlich, sein Sohn Ulrich, der ebenfalls  preußischer Politiker war, erweiterte den Umfang der Güter (siehe dort).
1822 wurde er preußischer Kammerherr und 1823 Mitglied des Kommunallandtages. Er nahm am 1. Provinziallandtag der Provinz Pommern 1824 als Vertreter für den Fürsten Wilhelm Malte I. von Putbus teil, beim 2. Provinziallandtag 1827 war er selbst Mitglied.